# Forest Lawn Memorial Park (Hollywood Hills)
Forest Lawn Memorial Park es un cementerio estadounidense ubicado en Forest Lawn Drive en el Valle de San Fernando en Hollywood (Los Ángeles, California). Es conocido por ser el lugar de descanso final de muchas celebridades del mundo del espectáculo.

## Historia
Hay cuatro Forest Lawn Memorial Parks, el primer cementerio de Forest Lawn fue fundado en 1917 por Hubert Eaton en Glendale (California). Como creía en una vida feliz después de la muerte, consideró que los cementerios tradicionales eran demasiado sombríos y tristes, por lo cual creó un cementerio amplio como un parque con fuentes, árboles altos, estatuas y jardines. Está ubicado en un área que anteriormente había servido como lugar de filmación para algunas películas, incluyendo El nacimiento de una nación, de D. W. Griffith.

## A
- Rodolfo Acosta (1920–1974), actor
- Edie Adams (1927–2008), actriz
- Philip Ahn (1905–1978), actor
- Robert Aldrich (1918–1983), director de cine
- Steve Allen (1921–2000), actor
- Don Alvarado (1904–1967), actor
- Leon Ames (1902–1993), actor
- Carl David Anderson (1905–1991), físico estadounidense, premio nobel
- Michael Ansara (1922–2013), actor
- Dimitra Arliss (1932–2012), actriz
- John Ashley (1934–1997), actor
- Gene Autry (1907–1998), actor
- Tex Avery (1908–1980), director y animador de cine

## B
- Art Babbitt (1907–1992), animador de cine, creador de Goofy
- Lloyd Bacon (1889–1955), director de cine
- Lucille Ball (1911–1989), actriz
- Judith Barsi (1978–1988), actriz
- Ernest Borgnine (1917–2012), actor
- Cameron Boyce (1999–2019), actor, cantante
- Edgar Buchanan (1903–1979), compositor
- Solomon Burke (1940–2010), cantante

## C
- Pete Candoli (1923–2008), músico
- Stephen J. Cannell (1941–2010), productor de cine
- Philip Carey (1925–2009), actor
- Frankie Carle (1903–2001), músico
- David Carradine (1936–2009), actor
- John Carroll (1906–1979), actor
- Virginia Carroll (1913–2009), actriz
- Warren Christopher (1925–2011), político
- Bill Cody (1891–1948), actor
- Buddy Cole (1916–1964), músico
- Aaron Carter (1987-2022), músico

## D
- Dan Duryea (1907-1968), actor
- Bette Davis (1908–1989), actriz

- Brad Davis (1949–1991), actor
- Laraine Day (1920–2007), actriz
- Sandra Dee (1942–2005), actriz

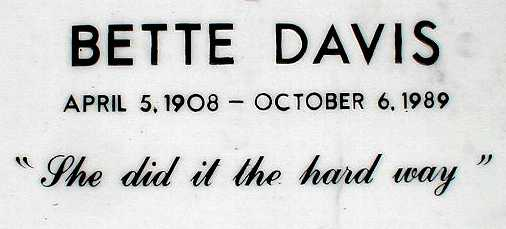
Bette Davis (epitafio).

- Roy Oliver Disney (1893–1971), empresario, hermano mayor de Walt Disney, cofundador de The Walt Disney Company, padre de Roy E. Disney
- Michael Clarke Duncan (1957-2012), actor
- Ronnie James Dio (1942-2010), Músico

## E
- Don Ellis (1934–1978), músico

## F
- Richard Farnsworth (1920–2000), actor
- Marty Feldman (1934–1982), actor
- Carrie Fisher (1956–2016), actriz
- Robert Florey (1900–1979), director de cine
- Bobby Fuller (1942–1966), cantante
- Annette Funicello (1942–2013), cantante y actriz

## G
- Reginald Gardiner (1903–1980), actor
- Marvin Gaye (1939–1984), cantante
- Andy Gibb (1958–1988), cantante

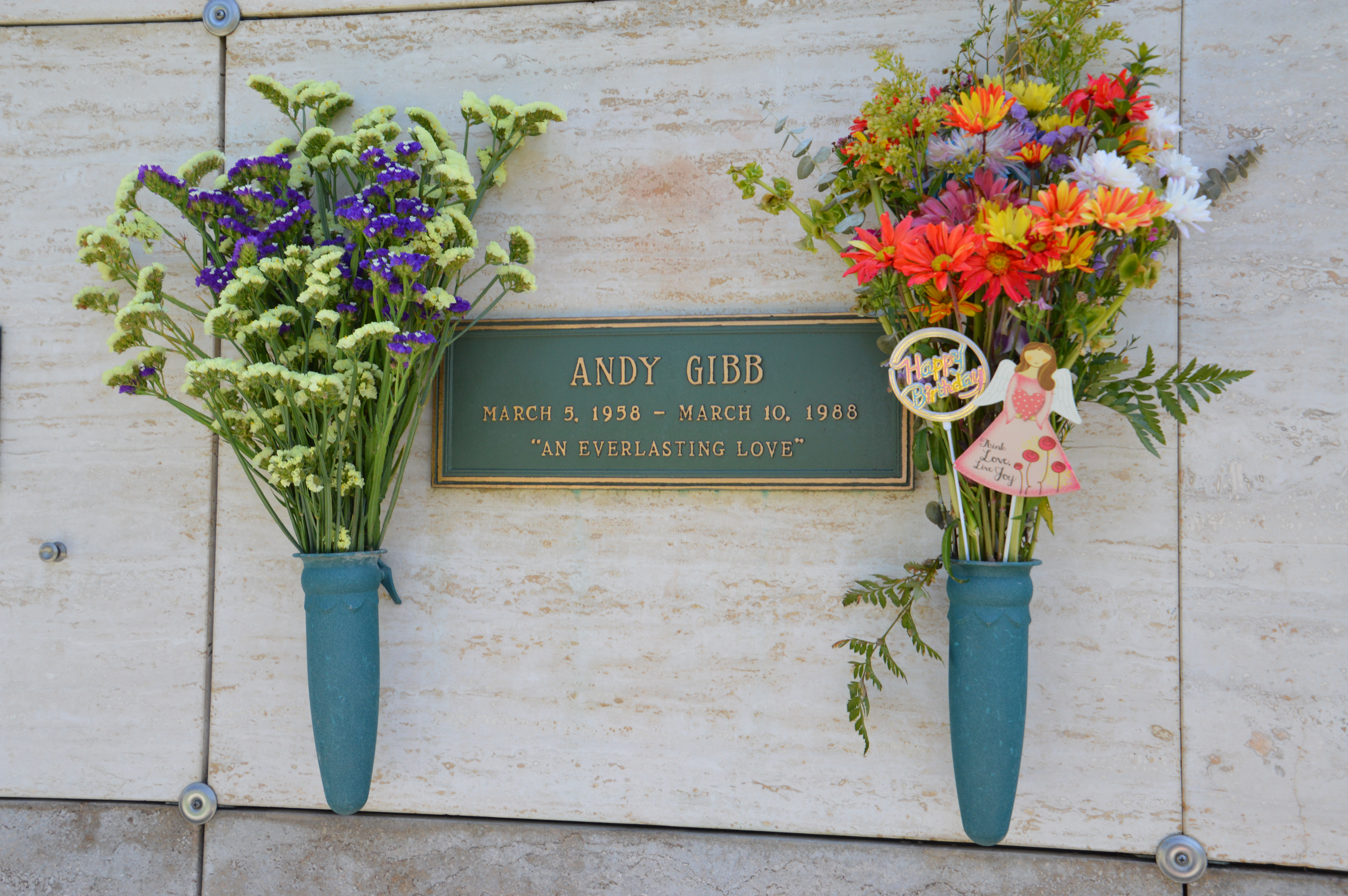
Tumba de Andy Gibb.

- Peggy Gilbert (1905–2007), saxofonista

## H
- Stuart Hamblen (1908–1989), cantante
- Ann Harding (1902–1981), actriz
- George Hayes (1885–1969), actor
- Neal Hefti (1922–2008), compositor
- Horace Heidt (1901–1986), músico
- Nipsey Hussle (1985-2019), rapero, compositor
- Michael Hutchence (1960-1997) cantante

## I
- James Ingram (1952-2019), cantante
- Jill Ireland (1936–1990), actriz
- Ub Iwerks (1901–1971), animador, dibujante y diseñador del personaje Mickey Mouse

## J
- Tito Jackson (1954-2024), Músico

## K
- Bob Kane (1916–1998), dibujante, creador de Batman
- Buster Keaton (1895–1966), actor
- Adolf Keller (1872 - 1963), teólogo y escritor
- Lemmy Kilmister (1945–2015), músico
- Rodney King (1965–2012), víctima de la policía (1991)
- Ernie Kovacs (1919–1962), actor

## L
- Fritz Lang (1890–1976), director de cine
- Walter Lantz (1899–1994), creador de Woody Woodpecker
- Nicolette Larson (1952–1997), cantante
- Charles Laughton (1899–1962), actor

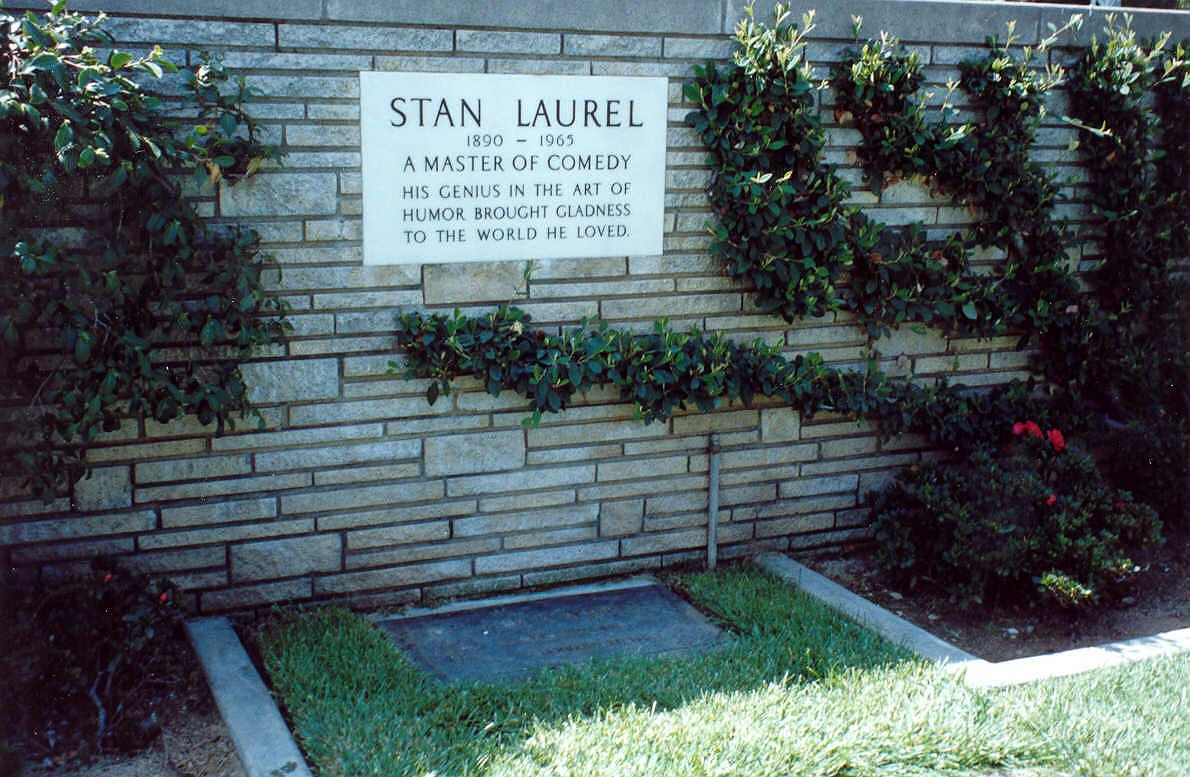
Tumba de Stan Laurel.

- Stan Laurel (1890–1965), actor

- Arthur Lee (1945–2006), músico
- Lance LeGault (1935–2012), actor
- Liberace (1919–1987), músico

## M
- Shelly Manne (1920–1984), músico
- Teena Marie (1956–2010), cantante
- Richard Marquand (1937–1987), director de cine
- Strother Martin (1919–1980), actor
- Matty Matlock (1907–1978), músico
- Mary Kay Bergman (1961-1999) actriz de voz
- Antonio "Tony" Moreno (1887-1967), actor y director
- Brittany Murphy (1977–2009), actriz, cantante
- Kate Murtagh (1920-2017), actriz

## N
- Ozzie Nelson (1906–1975), actor
- Ricky Nelson (1940–1985), actor y cantante
- Red Nichols (1905–1965), trompetista
- Jack Nimitz(1930–2009), músico
- Naya rivera (1987-2020),actriz y cantante

## O
- Orry-Kelly (1897–1964), diseñador de vestuario

## P
- Eleanor Parker (1922-2013), actriz
- Matthew Perry (1969-2023), actor

## R
- John Ritter (1948-2003), actor
- Naya Rivera (1987-2020) , actriz, cantante, compositora
- Debbie Reynolds (1932-2016), actriz, cantante

## S
- Leon Shamroy (1901–1974), director de fotografía
- Reta Shaw (1912–1982), actriz
- Ruth St. Denis (1879–1968), bailarina
- Bob Steele (1907–1988), actor
- Rod Steiger (1925–2002), actor
- George Stevens (1904–1975), director de cine
- McLean Stevenson (1927–1996), actor
- Glenn Strange (1899–1973), actor

## T
- Rod Taylor (1930–2015), actor
- Jack Teagarden (1905–1964), trompetista
- Martha Tilton (1915–2006), cantante

## V
- Lee Van Cleef (1925–1989), actor
- Dick Van Patten (1928–2015), actor

## W
- Jimmy Wakely (1914–1982), actor y cantante
- Paul Walker (1973–2013), actor
- Larry Walters (1949–1993), piloto de globos
- Frank Wells (1932–1994), presidente de The Walt Disney Company
- Jess Willard (1881–1968), boxeador
- John Wooden (1910–2010), baloncestista
- Scott Wilson (1942-2018), actor
- Walt Disney  (1901-1966), empresario, animador, guionista, actor de voz y animador de Mickey Mouse